# Steve Lundquist
Steve Lundquist (Atlanta, 20 de fevereiro de 1961) foi um nadador norte-americano, ganhador de duas medalhas de ouro em Jogos Olímpicos.
Foi membro da equipe olímpica quando os Estados Unidos boicotaram os Jogos Olímpicos de Moscou em 1980. Sua ascensão foi em Los Angeles 1984 quando ganhou seus ouros olímpicos.
Lundquist foi o primeiro nadador a quebrar a barreira de 2 minutos nas 200 jardas peito. Ele ganhou todos os eventos de 100 jardas peito entre 1980-1983. 
Aos 17 anos quebrou o primeiro recorde mundial de sua carreira. 
Após 1984, Lundquist encerrou sua carreira. Foi voluntário de organizações de caridade e fez aparições na televisão e no cinema.
Em 1996, quando as Olimpíadas foram em Atlanta, Geórgia, ele foi um  dos portadores da chama olímpica, um dos mestre de cerimônias da corrida da tocha, e a ele também foi dada a honra de ser o portador da bandeira olímpica. Ele atualmente tem seu próprio negócio, Digipik, uma empresa de mídia digital em Stockbridge, na Geórgia.
Ele foi recordista mundial dos 100 metros peito entre 1982 e 1989 (só perdendo o recorde durante um mês em 1984), e dos 200 metros medley por alguns dias em agosto de 1978.